# 1974 dans le catholicisme
Chronologie du catholicisme
- 1970
- 1971
- 1972
- 1973
- 1974
- 1975
- 1976
- 1977
- 1978

Cet article présente les faits marquants de l'année 1974 dans le catholicisme.

## Évènements
- 27 janvier : canonisation de Thérèse Jornet e Ibars.
- 2 février : publication de l'exhortation apostolique Marialis cultus dans le but de susciter un renouveau du culte marial.
- 6 juillet : érection du diocèse du Havre par la bulle Quae Sacrosanctum du pape Paul VI.
- 27 septembre : ouverture du IIIe synode des évêques sur l'évangélisation dans le monde moderne.

## Naissances
- 7 juin : Giorgio Marengo, cardinal et missionnaire italien, préfet apostolique d'Oulan-Bator
- 12 août : Loïc Lagadec, prélat français, évêque auxiliaire de Lyon
- 21 novembre : Jonáš Maxim, prélat grec-catholique slovaque, archevêque de Prešov

## Décès

### Janvier
- 3 janvier : Umberto Terenzi, prêtre, fondateur et serviteur de Dieu italien (° 30 octobre 1900)
- 24 janvier : Joseph Thomas Delos, prêtre dominicain, docteur en droit, théologien et sociologue français (° 7 août 1891)

### Février
- 10 février : Bienheureux Mikel Beltoja, prêtre et martyr albanais (° 17 avril 1935)

### Mars
- 4 mars : Herman Leo Van Breda, moine franciscain et philosophe belge (° 28 février 1911)
- 10 mars : Bolesław Kominek, cardinal polonais, archevêque de Wrocław (° 23 décembre 1903)

### Avril
- 6 avril : Štěpán Trochta, cardinal salésien tchèque, évêque de Litoměřice (° 26 mars 1905)
- 8 avril : James Charles McGuigan, premier cardinal canadien de langue anglaise, archevêque de Toronto (° 26 novembre 1894)
- 13 avril : Manuel García Nieto, prêtre jésuite, prédicateur et vénérable espagnol (° 5 avril 1894)

### Mai
- 20 mai : 
  - Jean Daniélou, cardinal et théologien français, membre de l'Académie française, précédemment archevêque titulaire de Tauromenium (de) (° 14 mai 1905)
  - Guillermo Furlong, prêtre jésuite et historien argentin (° 21 juin 1889)

### Juillet
- 31 juillet : Raymond Lane, prélat et missionnaire américain, évêque de Fushun, précédemment évêque titulaire d'Hypèpes (de) (° 2 janvier 1894)

### Août
- 1er août : Ildebrando Antoniutti, cardinal italien de la Curie (° 3 août 1898)

### Septembre
- 21 septembre : Edinson Edgardo Farfán Córdova, prélat péruvien, évêque de Chiclayo
- 22 septembre : Étienne Catta, prêtre et universitaire français (° 15 mai 1901)
- 30 septembre : Joseph Évrard, prélat français, évêque de Meaux (° 8 mai 1889)

### Octobre
- 17 octobre : Gilen Epherre, prêtre et écrivain français de langue basque (° 19 octobre 1911)

### Novembre
- 8 novembre : Alfred Marie, prélat spiritain français, premier évêque de Cayenne (° 4 octobre 1899)
- 9 novembre : Mathurin Blanchet, prélat italien, évêque d'Aoste puis évêque titulaire de Limata (de) (° 3 mars 1892)

### Décembre
- 3 décembre : Bienheureux Władysław Bukowiński, prêtre polonais, missionnaire au Kazakhstan (° 22 décembre 1904)